# Sarah Wayne Callies

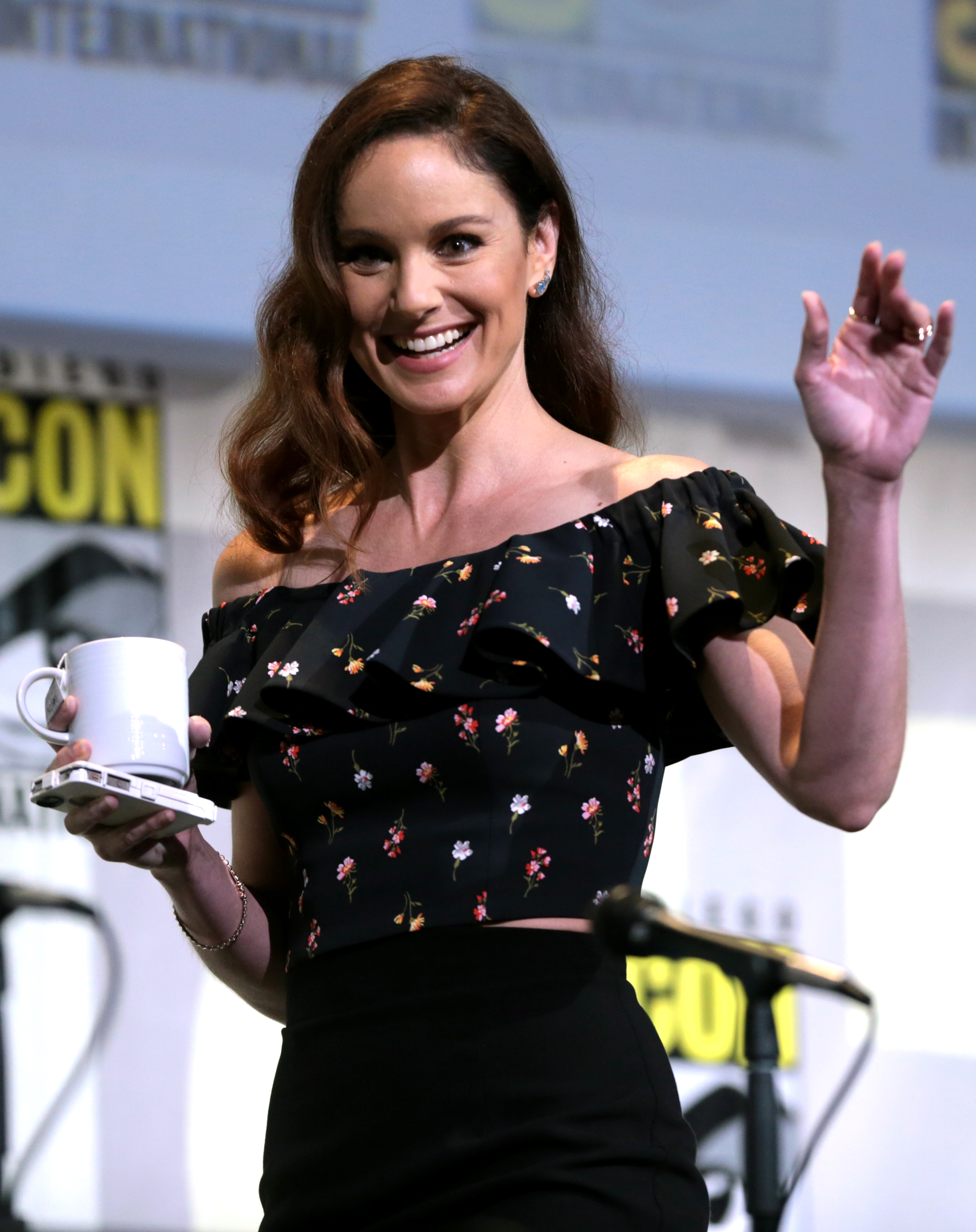
Sarah Wayne Callies auf der San Diego Comic-Con (2016)

Sarah Wayne Callies (* 1. Juni 1977 in La Grange, Illinois als Sarah Anne Callies) ist eine US-amerikanische Schauspielerin. Bekannt wurde sie vor allem durch ihre Rolle der Gefängnisärztin Dr. Sara Tancredi in der US-Fernsehserie Prison Break. Weitere Bekanntheit erlangte sie durch die Rolle der Lori Grimes in der Fernsehserie The Walking Dead.

## Leben und Karriere
Mit einem Jahr zog Callies mit ihrer Familie nach Honolulu, Hawaii. Während ihrer Jugend war sie sehr an Schauspiel interessiert. So spielte sie unter anderem in zahlreichen Schulaufführungen der Punahou School mit, bevor sie 1995 die Schule verließ.
Eine wissenschaftliche Karriere wie ihre Eltern, die beide Professoren an der University of Hawaiʻi at Mānoa waren, wollte sie nie einschlagen, sondern lieber Schauspielerin werden. Nach dem Abgang von der High School ging sie auf das Dartmouth College in Hanover (New Hampshire). In Verbindung mit ihrem Studium führte sie ihr Interesse am Theater fort. 1999 verließ sie das College ohne Abschluss in Gender Studies und einem Senior Fellowship in Indigenous Studies. Danach besuchte sie das Denver's National Theater Conservatory und absolvierte dort 2002 ihren Master of Fine Arts. Am 21. Juni desselben Jahres heiratete sie Josh Winterhalt, einen Kampfsporttrainer, den sie auf dem College kennengelernt hatte. Im Juli 2007 kam ihr erstes gemeinsames Kind zur Welt. Außerdem adoptierte sie einen Sohn.
Callies zog nach New York City, wo sie ihre erste Fernsehrolle in NBCs Queens Supreme als Kate O’Malley bekam. Ihre erste Hauptrolle spielte sie als Detective Jane Porter in der Warner-Bros.-Serie Tarzan. Nach vielen Gastauftritten in Law & Order: Special Victims Unit, Polizeibericht Los Angeles und Numbers – Die Logik des Verbrechens bekam sie eine der Hauptrollen in der von Fox produzierten Fernsehserie Prison Break. Aufgrund einer Schwangerschaft war sie allerdings in der dritten Staffel von Prison Break nicht zu sehen, so dass die Produzenten sich gezwungen sahen, die Handlung umzuändern. In den ersten beiden Folgen der dritten Staffel wurde sie außerdem gedoubelt. Neben ihren Fernsehprojekten ist Callies auch in den Filmen Whisper und Die Prophezeiungen von Celestine zu sehen. Von 2010 bis 2013 war Callies in der Horrorserie The Walking Dead zu sehen. 2014 stand sie für den Katastrophenfilm Storm Hunters vor der Kamera.
Auf Deutsch wird sie meist von Antje von der Ahe synchronisiert.

## Filmografie

### Darstellerin
- 2003: Queens Supreme (Fernsehserie, 5 Episoden)
- 2003: Law & Order: Special Victims Unit (Fernsehserie, Episode 4x17 Der Lamerly Clan)
- 2003: Polizeibericht Los Angeles (Dragnet, Fernsehserie, Episode 1x06)
- 2003: Tarzan (Fernsehserie, 9 Episoden)
- 2004: The Secret Service (Fernsehfilm)
- 2005: Numbers – Die Logik des Verbrechens (NUMB3RS, Fernsehserie, Episode 1x07 Blütenzauber)
- 2005–2009, 2017: Prison Break (Fernsehserie, 74 Episoden)
- 2006: Die Prophezeiungen von Celestine (The Celestine Prophecy)
- 2007: Whisper
- 2008: Bittersweet
- 2010: Dr. House (House, Fernsehserie, Episode 6x19 Offene Ehe)
- 2010: Tangled (Fernsehfilm)
- 2010: Lullaby for Pi
- 2010–2013, 2018: The Walking Dead (Fernsehserie, 28 Episoden)
- 2011: Black Gold
- 2011: Faces in the Crowd
- 2011: Foreverland
- 2012: Black November
- 2014: Storm Hunters (Into the Storm)
- 2015: Pay the Ghost
- 2016: The Other Side of the Door
- 2016–2018: Colony (Fernsehserie, 36 Episoden)
- 2017: The Show (This Is Your Death)
- 2017: Robot Chicken (Fernsehserie, Episode 9x00, Sprechrolle)
- 2017: The Long Road Home (Miniserie, 6 Episoden)
- 2018–2022: Letterkenny (Fernsehserie, 5 Episoden)
- 2019: Unspeakable (Miniserie, 8 Episoden)
- 2020: Council of Dads (Fernsehserie, 10 Episoden)
- 2023: The Company You Keep (Fernsehserie)

### Regie
- 2018: Colony (Fernsehserie, Episode 3x9 Quälende Leere)
- 2019: Unspeakable (Miniserie, Episode 1x05 Compensation (1988–1993))
- 2020–2021: The Good Doctor (Fernsehserie, 2 Episoden)